# 1580 en santé et médecine
| Années de la santé et de la médecine : 1577 - 1578 - 1579 - 1580 - 1581 - 1582 - 1583    |
| Décennies de la santé et de la médecine : 1550 - 1560 - 1570 - 1580 - 1590 - 1600 - 1610 |

Cet article présente les faits marquants de l'année 1580 en santé et médecine.

## Épidémies
- « Pandémie originaire d’Asie, qui s’est progressivement étendue à l’Afrique, l’Europe et enfin [l'Amérique], la première dont l’origine puisse être attribuée avec certitude à la grippe[1],[2]. »
- Épidémie de variole au Venezuela, qui affecte la résistance aux colonisateurs espagnols[3].

## Publications
- Rodolfo Silvestri († 1609) édite à Rome à titre posthume le De sanitate tuenda ac vita producenda de Jérôme Cardan (1501-1576[4]).
- Rembert Dodoens (1517-1585), Historia vitis vinique[5], et Physiologices medicinae tabulae.
- André Du Breil publie à Paris, chez Léon Cavellat[6], un pamphlet qu'il intitule La Police de l'art et science de medecine et où il fustige avec une extrême virulence tous ceux qu'il considère comme des charlatans, et plus particulièrement les sectateurs de Paracelse[7].
- Roch Le Baillif (1540-1598) fait paraître chez Abel L'Angelier, à Paris, ses deux traités, De l'homme et son essentielle anatomie[8] et Du remède à la peste, charbon et pleurésie[9].
- Troisième partie de La historia medicinal[10] de Nicolas Monardes († 1588), et deuxième édition de la traduction anglaise par John Frampton des deux premières, sous le titre de Joyfull Newes out of the Newfound World[11].

## Personnalité
- 1530-1580 : fl.  Jean Canappe, traducteur en français du Guidon de Chauliac[12].

## Naissances
- Marco Aurelio Severino (mort en 1656), chirurgien, a pratiqué et réussi des trachéotomies[13].
- 1577 ou 1580 : Jean Riolan le Jeune (mort en 1657), « professeur royal d'anatomie et de botanique, médecin d'Henri IV et de Louis XIII, Premier médecin de Marie de Médicis[14] ».

## Décès
- Giovanni Ingrassia (né en 1510), anatomiste italien[15].